# 石原信樹
石原 信樹（いしはら のぶき、1833年8月28日（天保4年7月14日）‐ 1892年（明治25年）1月6日） は、幕末の今治藩士・漢学者、明治期の公吏・政治家。衆議院議員。

## 経歴
伊予国越智郡今治（現愛媛県今治市) で、今治藩士・石原信順の三男として生まれた。藩校・克明館で刻苦精励して同校の助教に就任。嘉永5年（1852年）句読司となり、安政2年5月（1855年）江戸在勤となり学習館の句読司に就任。安政3年7月（1856年8月）帰藩して克明館句読司に復帰。安政4年（1857年）、学識の不足を感じ句読司を辞して京都・摂津に遊学した。安政6年3月（1859年）帰藩して句読司、素読指南、助教を歴任した。
明治元年5月25日（1868年7月14日）甲府警備の参謀に発令され同年12月まで派遣された。同年3月、会計方頭取議事頭取添役兼務となり、郡政判事、藩学権大属兼助教、庶務監察課大属を歴任し、東京在勤中に廃藩置県を迎え、明治5年4月（1872年）に帰郷して旧藩事務の引継ぎを行った。石鉄県が発足するとその出仕を命ぜられたが辞退した。1873年（明治6年）愛媛県が発足し、同年5月、第七大区々長となり、以後、学区取締兼第二中学区第七大区学校事務監督、第四大区々長、学区取締兼第四大区学校事務監督などを1875年（明治8年）まで務めた。1877年（明治10年）特設県会議員に選ばれ、1878年（明治11年）12月、愛媛県に郡区町村編制法が施行され県令岩村高俊の登用で初代越智郡長に就任し、1881年（明治14年）まで在任して、以後、官職に就かなかった。
1882年（明治15年）愛媛県会議員に選出され、副議長（1890年3月まで）、常置委員、地方衛生会委員、勧業諮問委員、郡徴兵参事員などを務めた。高須峯造の勧誘で立憲改進党に入党し、1890年（明治23年）7月の第1回衆議院議員総選挙で愛媛県第2区に改進党推薦で出馬して当選し、衆議院議員を1期務めた。

## 親族
- 養子 石原実太郎（実業家、県会議員）[1]